# 정춘수
정춘수(鄭春洙, 일본식 이름: 가타니 슌주(禾谷春洙), 1875년 2월 11일 ~ 1951년 10월 27일)는 일제강점기, 대한민국의 천주교 신자이며 파면된 감리교 목사이다. 친일 반민족 행적으로 감리교단이 감리교 성도 지위를 박탈, 목사직을 파면하여 출교 처리하였다. 이후 천주교로 개종했다. 민족대표 33인으로 참여하여 독립운동가로 활동했으나, 1938년 이후에 공개적인 친일파로 변절했다. 아호는 청오(靑吾), 본관은 광주(光州)이다.

## 생애
충청북도 청주 출생이다. 1904년 함경남도 원산에서 선교사를 통해 세례를 받고 감리교에 입교한 뒤, 협성신학교를 졸업하고 1911년 목사가 되었다. 그는 부흥회 집도에 특히 능력을 보였고, 원산의 교회에서 근무 중 1919년 3·1 운동을 맞았다.
정춘수는 그해 2월 경성부에서 오화영, 박희도의 권유를 받고 민족대표 33인의 한 사람으로서 참가하기로 결정했다. 원산으로 돌아가 지역에서의 만세 운동을 조직한 뒤 당일 기차편으로 상경했으나, 태화관 모임이 끝나고 관련자들이 체포된 뒤였기에 자수하여 징역 1년 6개월형을 선고받고 복역했다. 출옥한 뒤 개성의 교회에서 근무하고 신간회에 참가했다.
그러나 1930년대에 이르러 동대문교회 담임목사를 맡는 등 서울에서 목회를 하던 중 1938년 흥업구락부 사건으로 전향서를 발표한 뒤부터는 친일 활동에 나서기 시작했다. 이듬해 일제의 비호 아래 그는 조선 감리교회의 수장인 감독으로 피선되었고, 조선감리교와 일본의 메소디스트교회의 합동을 목적으로 1941년 3월에 세워진 새로운 '기독교조선감리교단'으로의 합동 과정에 찬동하면서 통리사라는 새로운 이름으로 활동하였다. 이후 일본 제국이 일으킨 중일 전쟁과 태평양 전쟁에 적극적으로 협력했고, 내선일체 정책에 순응을 요구하며, 감리교회가 신사참배 강요에 굴복할 때도 앞장서는 등 조선 개신교회의 대표적인 친일 인사로 꼽혔다.
개신교 내부의 사상 검사 단체로 일제 경찰과 결탁하여 신사참배를 독려한 총진회 회장, 전시 총동원 체제 건설을 위한 친일 단체들인 국민총력조선연맹 문화위원(1941년), 조선임전보국단 평의원(1941년), 그리고 친일 종교인 모임으로서 개신교 교인들의 지원병 참전을 부추긴 조선전시종교보국회 이사(1944년)를 지냈다. 심지어는 일본군을 위한 특별 기도, 애국 헌금과 무기 제조를 위한 철문과 교회종의 헌납 운동을 주도하기도 했으며, 1944년에는 그의 결정으로 태평양 전쟁에 감리교단의 이름으로 비행기를 보내게 하기 위해 감리교 내 소속 일부 교회를 팔아 비행기 3대를 구매해 헌납하기도 하였다.
일제강점기 동안에도 감리교 내부에서 반발이 많았던 정춘수의 이러한 친일 행적은 해방 이후 감리교의 재건파가 1947년 《감리교회 배신배족 교역자 행장기》를 발간함으로써 드러났고, 1949년에는 반민특위에 체포되어 두 달간 구금되기도 했다. 감리교회 내에서 그의 친일 행적에 대한 거센 비판이 계속되자, 정춘수는 자신의 잘못을 반성하기보다는 당시 어쩔 수 없이 일제에 협력하는 체 했을 뿐이라고 변명했다. 감리교단은 이에 감리교 성도의 지위를 박탈하고 목사직을 파면하여 출교하였다. 1949년 조원환의 권유로 명동성당에서 영세를 받고 천주교로 전향했으며, 한국 전쟁 발발 후 고향에 피난해 있다가 사망했다.

## 사후
- 청주의 삼일공원에 충북 출신 민족대표인 손병희, 신석구, 권동진, 권병덕, 신홍식과 함께 동상이 설치되었다가, 친일 행적과 관련된 항의로 철거되었다. 의암 손병희, 권병덕 선생이 꾸준히 동학농민혁명과 교육사업으로써 민족을 위해 일한 분들임을 생각한다면, 친일파로 변절한 그것도 적극적인 친일파로 변절한 정춘수는 비교할 수도 없다.
- 2002년 발표된 친일파 708인 명단과 민족문제연구소가 친일인명사전에 수록하기 위해 2008년 정리한 친일인명사전 수록예정자 명단, 2009년 친일반민족행위진상규명위원회가 발표한 친일반민족행위 705인 명단에 모두 포함되어 있다.
- 기독교대한감리회가 2005년 광복 50주년 기념으로 펴낸 자료집 《하나님에게만 희망을 두고 살아라》에서 선정한 감리교 내 친일 부역자 명단 12명 중에도 들어 있다.[4]

## 같이 보기
- 동대문교회
- 흥업구락부
- 조선임전보국단

## 참고자료
- 반민족문제연구소 (1995년 7월 1일). 〈정춘수 : 감리교 황민화의 앞잡이 (김승태)〉. 《친일파 99인 (3)》. 서울: 돌베개. ISBN 89-7199-013-9.